# Jesús camina sobre l'aigua

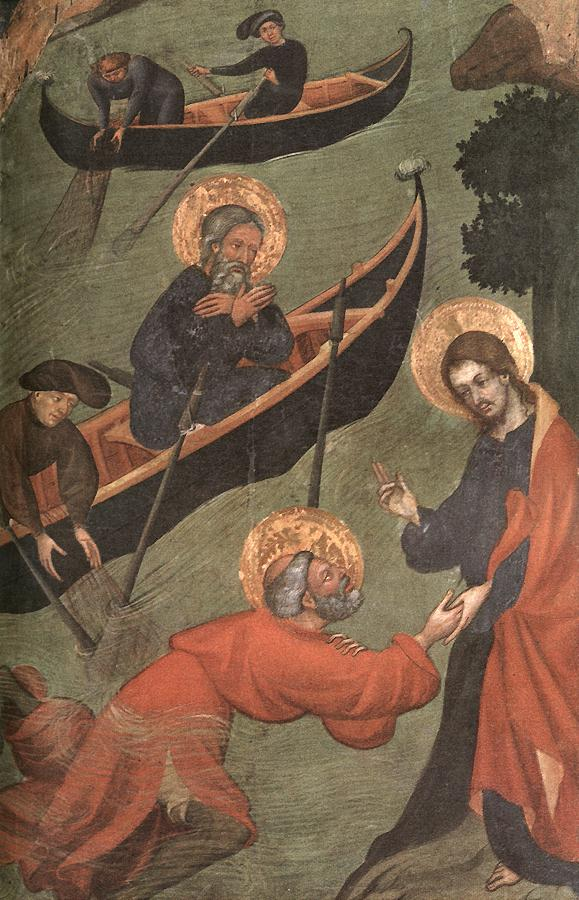
Lluís Borrassà 1411

L'esdeveniment en què Jesús camina sobre l'aigua és un dels miracles de Jesús recollits a tres dels Evangelis: Mateu 14:22, Marc 6:45:52 i Joan 6:16:21.
La història explica com, després del miracle de l'alimentació dels cinc mil, Jesús va enviar els deixebles en vaixell a l'altre costat del llac de Tiberíades o de Galilea, mentre ell romania darrere, sol, per pregar. La nit va caure, es va aixecar vent, i el vaixell es va veure immers en una tempesta. Enmig de la tempesta i la foscor els deixebles varen observar a Jesús caminant al mar. Tenien por, pensaven que estaven veient un esperit, però Jesús els deia que no tinguessin por, i que es tranquil·litzessin. Jesús va calmar la tempesta i va pujar al vaixell, i a continuació varen retornar cap a la costa. Segons un detall recollit només a Mateu, Pere va baixar a l'aigua per dirigir-se cap a Jesús, però es va mostrar temorós i es va començar a enfonsar, però Jesús el rescatà.［ Mateu:14:22–33］
Els ensenyaments cristians consideren el miracle com un episodi per mostrar la importància de la fe i el control de Jesús sobre la natura. Els estudiosos bíblics veuen l'episodi com instrumental per a afirmar la divinitat de Jesús entre els primers cristians. En aquesta visió, el que demostra l'episodi és que el Déu Pare està disposat a compartir el poder diví amb el seu fill Jesús reforçant l'afirmació de la creença en la divinitat de Jesús en els credos ecumènics cristians.
Els estudiosos crítics no comparteixen la perspectiva cristiana tradicional, manifestant que no es tracta d'un miracle i que els deixebles estaven veient Jesús caminant a la costa, confosos per la foscor. Altres consideren la història com un exemple de simbolisme creatiu, o una llegenda pietosa. George Young considera la història com art fantàstic que hauria de ser analitzat per mètodes literaris crítics.

## Narració bíblica
A la narrativa del Nou Testament, aquest episodi apareix als evangelis a Mateu 14:22-33, Marc 6:45-52 i a Joan 6:16-21. Aquest episodi és diferent al de la tempesta calmada, en què també surt implicat un vaixell al llac però què té lloc molt més d'hora a les narracions d'evangeli. Als tres evangelis aquest episodi segueix la narrativa de la segona multiplicació dels pans, en la qual Jesús s'havia retirat en vaixell a un lloc desèrtic que "pertanyia a Betsaida"［Lluc 9:10:9］ després de sentir parlar de la mort de Joan Baptista, i va ser seguit per una multitud a peu.

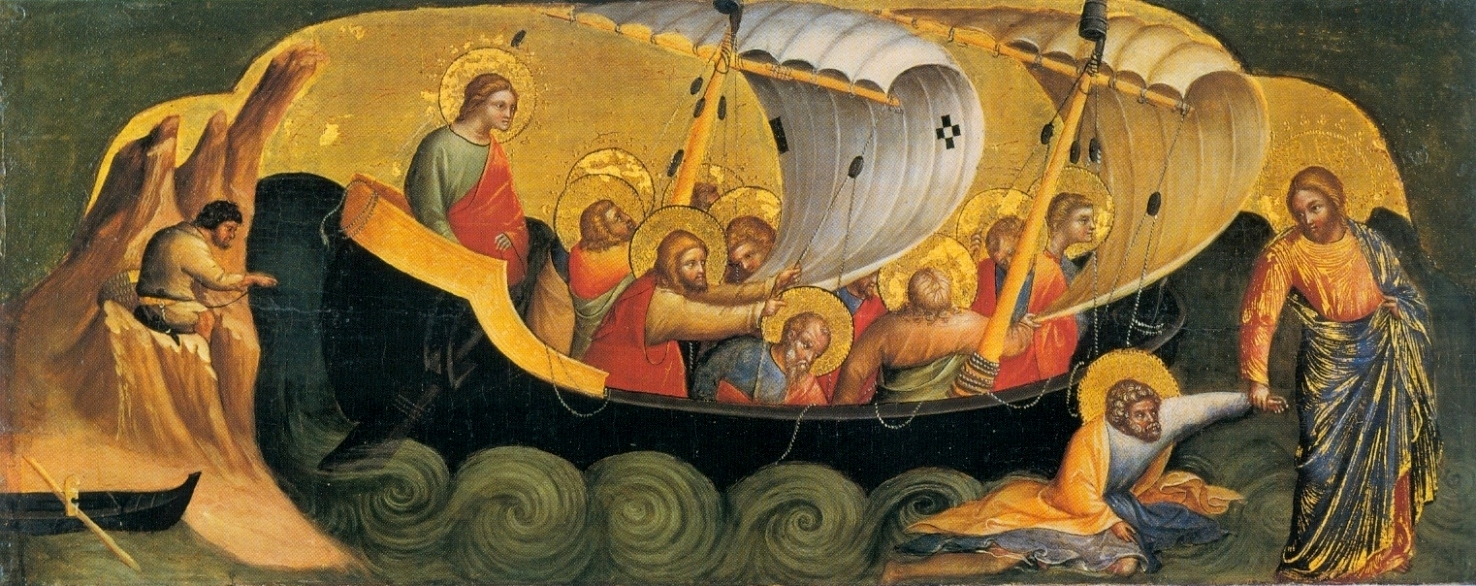
Crist rescatant Pere d'ofegar-se, obra de Lorenzo Veneziano, 1370

A les tres narracions es descriu que, al vespre els deixebles varen agafar un vaixell per creuar a l'altre costat del Llac de Tiberíades, sense Jesús que havia pujat a la muntanya per pregar en solitari. Només Joan especifica que s'encapçalaren "cap a Cafarnaüm".［Joan 6:17-9］ Durant el viatge els deixebles es varen veure afectats pel vent i les ones, però varen veure Jesús caminant cap a ells sobre la superfície. Joan detalla que eren a 25 o 30 furlongs del seu punt de partida. Els deixebles estaven espantats per veure Jesús, però els va demanar que no tinguessin por. A la narració de Joan i de Marc Jesús va arribar i pujar al vaixell.
Només la narració de Mateu esmenta Pere mirant d'arribar junt a Jesús a l'aigua. Després que Pere sortís del vaixell i caminés sobre l'aigua, es va atemorir de la tempesta i es va començar a enfonsar. Cridava a Jesús en demanda d'ajuda i aquest el va agafar, per reprendre'l a continuació per la seva manca de fe, i el va portar altra vegada al vaixell, moment en què la tempesta es va aturar. També a Mateu els deixebles, atònits, anomenaven Jesús el Fill de Déu.
Als tres evangelis, després que Jesús pugés al vaixell el vent va cessar i varen poder arribar a la costa. Només a la relació de Joan el vaixell arriba immediatament a la costa. Mateu i Marc acaben en aquest punt, però Joan continua narrant els esdeveniments de l'endemà, quan va venir la multitud dels cinc mil seguidors a Cafarnaüm i varen preguntar-li a Jesús com havia creuat, havent vist com els deixebles marxen sense ell. Jesús no va contestar a aquella pregunta, sinó que va dir a la multitud que, si el seguien no era perquè haguessin vist senyals, sinó a causa del menjar gratuït que havien menjat el dia anterior, i els aconsellaven no buscar beneficis terrenals, sinó que havien d'aspirar a una vida basada en valors espirituals més alts. A la narració de Joan aquesta discussió sobre el menjar condueix al discurs del pa de la vida sobre el "veritable pa" del cel.
L'episodi tenia lloc cap al final del Ministeri de Jesús a Galilea abans del punt d'inflexió central de les narratives dels evangeli on Pere proclama Jesús com Crist i veu la Transfiguració de Jesús. Després d'aquells esdeveniments Jesús començà el seu viatge final a Jerusalem.

## Interpretacions

### Ensenyaments cristians

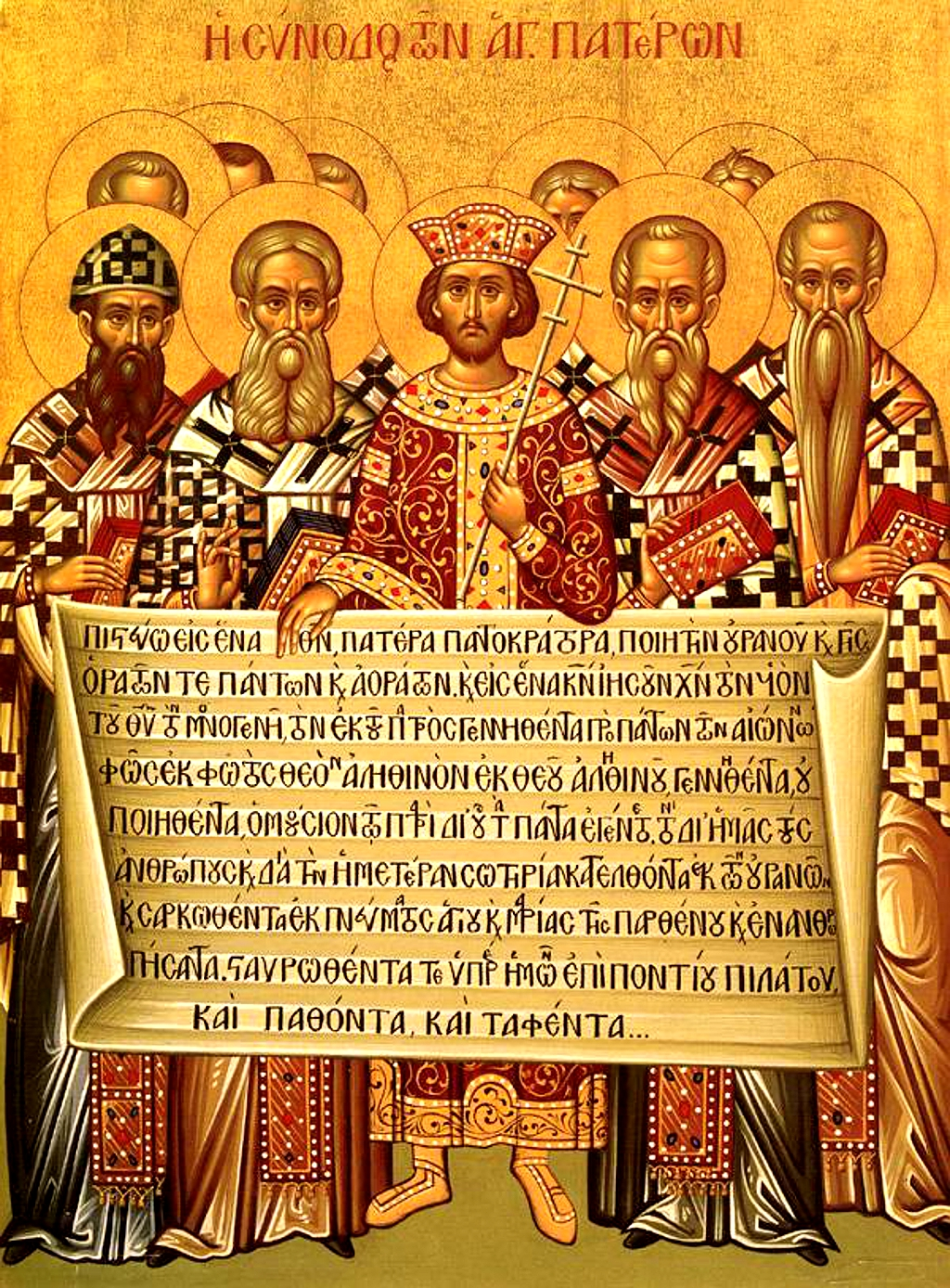
L'emperador Constantí (centre) què té el Credo de Nicea (325) afirmant la creença en la divinitat de Jesús. El text que es mostra és el Credo de Nicea en la forma donada més tard en el Primer Concili de Constantinoble (381), amb les modificacions per al seu ús en la litúrgia grega.

L'esdeveniment de Jesús caminant sobre l'aigua té interpretacions específiques dins dels ensenyaments cristians i ha estat considerat important per part dels estudiosos a causa del seu impacte en la formació dels credos ecumènics cristians.
Un aspecte d'aquest perícope és com subratlla la relació entre Jesús i els seus apòstols. Merrill Tenney considera que l'incident se centra essencialment en aquest aspecte, més que el seu risc o el mateix miracle. Dwight Pentecost i John Danilson manifesten que aquest miracle estava dissenyat deliberadament per Jesús per instruir els seus apòstols i augmentar la seva fe. David Cook i nota de Craig Evans que "de poca fe" és una expressió una comuna als escrits de Mateu, com ara a la tempesta calmada［Mateu 8:26］ o americà Les 16:8 a la referència al pa i els fariseus just abans de la Confessió de Pere,［Mateu 16:8］ i pot significar "gens sense fe".
Richard Cassidy opina que aquest episodi posa el focus en la posició de Pere entre els apòstols i la seva relació amb Jesús. Considera que l'episodi implica que Pere tenia fe en Jesús i reconeixia l'extraordinari poder de Jesús, i va considerar que si caminant ell mateix sobre l'aigua, volia compartir l'acció de Jesús davant els altres deixebles perquè així es considerava més proper a Jesús. Cook i Evans observen que la petició de Pere "Senyor salvam" és similar al que es troba a Mateu 8:25 i a 4:38&l=ca Marc  4:38 a l'episodi de la tempesta calmada on torna a ressaltar la confiança dels deixebles en Jesús.
Cook i Evans també es varen fer ressò de la interpretació de Pentecost sobre les frases "s'havia allunyat un bon tros" i "les ones la sacsejaven" utilitzades per emfatitzar en el fet que Jesús podia caminar sobre l'aigua lluny de la costa, en una climatologia dura, establint així la seva dominació sobre la natura. R.T. França també ha destacat el fet que el vaixell era lluny de la costa, i la imatge de l'enfonsament de Pere com la confirmació de la profunditat de l'aigua.
Estudiosos com Ulrich Luz i Dale Allison veuen el perícope com un element instrumental per a afirmar la divinitat de Jesús entre els primers cristians. Alan Robinson ho considera important per a establir la creença en la Primera església i que els deixebles veiessin a Jesús com el Fill de Déu. Dale Allison opina que la presentació de Mateu emfatitza que el Déu Pare està disposat a compartir el poder diví amb el seu fill i que l'afirmació de la divinitat de Jesús als credos ecumènics és innegable.

### Anàlisi històrica crítica

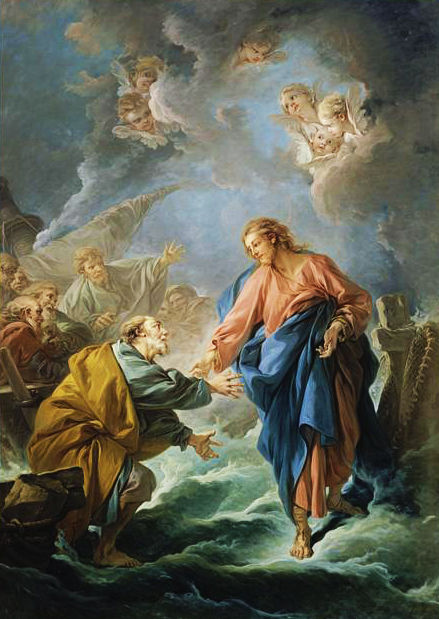
François Boucher Catedral de Sant Lluís (1766) Versalles

Els estudiosos què sostenen que aquesta història recull esdeveniments reals ho fan sobre la base que Jesús, com Fill de Déu, estava exempt de les lleis de la natura, o bé que Jesús projectava una imatge d'ell mateix mentre, de fet, romania a la costa. Es considera que la manca de reclamacions contra la veracitat d'aquest i altres miracles és en si una prova de la seva realitat històrica. Es considera que el significat de l'episodi és inherent a la seva natura miraculosa: "El significat del perícope ... només té sentit... si s'entén com a referent d'un fet miraculós que realment es va dur a terme".
En un recent estudi, Bart Ehrman ha defensat que, en general, és impossible demostrar o refutar esdeveniments supranaturals com els miracles utilitzant el mètode històric, ja que demostrar-los exigiria creure en un món supranatural no obert a l'anàlisi històrica, i refutar-los requeriria una evidència històrica que és normalment difícil de trobar.
Tanmateix, alguns analistes han mantingut l'opinió que tot i que aquest esdeveniment va tenir lloc, no es tracta en realitat d'un miracle: Albert Schweitzer ha suggerit que els deixebles veien Jesús caminant per la costa, però que es varen confondre pel fort vent i la foscor. Alguns estudiosos què accepten aquesta "tesi de mala percepció" argumenten que Marc va escriure originalment que Jesús caminava a la vora del llac en comptes de "prop de la costa", i que Joan va fer una versió més acurada. Altres han sostingut que l'episodi sencer és una "llegenda pietosa" (B.H. Brunscombe, 1937), basada potser en algun incident perdut; potser Jesús travessava a través de les ones (Vincent Taylor, 1957), o potser ell caminava en un banc de sorra (Sherman Johnson, 1972, J.D.M. Derrett, 1981).
Finalment, són aquests estudiosos els que consideren la història com un exemple de "simbolisme creatiu" o mite, que probablement era entès per una part de l'audiència literalment i per altres al·legòricament.
Rudolf Bultmann assenyalava que el tema de caminar sobre el mar és popular en moltes cultures. En la tradició grega i romana, el Posidó o el Neptú són respectivament, el déu del mar que viatja amb el seu carro sobre la superfície marina. Els éssers humans es poden dotar d'aquest poder, típicament els fills de Posidó de mares humanes com Orió, a qui "li va ser donat […] com a regal el poder de caminar sobre l'aigua com si fos a terra". A més, el motiu de caminar sobre l'aigua estava associat amb reis com Xerxes o Alexandre, però també era rebutjar i se satiritzava com humanament impossible i com proverbial per a l'arrogància dels governants per Menandre, Dió Crisòstom o a 2 Macabeus 5:21.
Altres cerquen l'origen al món mític de l'Antic Testament. Així, veuen el domini de Crist sobre les aigües com un paralel·lisme amb la primigènia derrota de Jehovà sobre el caos en separar les aigües, o dins del Nou Testament, com una originalment senzilla història més tard embellida amb detalls Hel·lenístics i de l'Antic Testament. A la bíblia hebrea, Déu dona el poder sobre el mar, a Moisès［Èxode 14:21-29］ o a Elies［2 Reis 2:8］.
Adela Yarbro Collins conclou que el text caracteritza Jesús comel Messies i rei d'Israel dotat de propietats divines.

### Anàlisi crítica literària
L'historiador bíblic George W. Young desestima les explicacions naturalistes, les tradicionals i les perspectives historiques crítiques. Afirma que aquests mètodes d'exegesi depenen d'interpretacions objectives i fracassen a captar el ple significat del text basat en la seva estructura. En canvi, Young explora el perícope amb el mètode de la crítica literària com un art narratiu. Young veu el text com una ficció i utilitza eines i termes sovint associats amb la literatura fantàstica per a analitzar-lo.
Young analitza l'episodi com l'expressió de tres perspectives involucrades i en conflicte sobre la realitat: (i) la "realitat convencional" basada en percepció sensorial; (ii) la visió "impossible" de Jesús que ocasiona la sorpresa dels observadors; (iii) el comentari metafísic del narrador en el vers 52 que identifica Jesús com el Fill de Déu.

### Altres interpretacions
Una explicació diferent pel passeig de Jesús sobre l'aigua és suggerida per Doron Nof de Florida State University. Nof ha suggerit que Jesús podia haver caminat en un full prim de gel, sense aigua. Tanmateix, l'estudi de Nof concloïa manifestant que "si l'esdeveniment s'havia produït o no, la decisió és qüestió dels estudiosos de la religió, arqueòlegs, antropòlegs i creients.".

## Comparació de les tres narracions evangèliques
| Mateu 14:22-34 | Marc 6:45-52 | Joan 6:16-21 |
| --- | --- | --- |
| 22 Tot seguit, Jesús va fer pujar els deixebles a la barca i els manà que passessin al davant d'ell cap a l'altra riba, mentre ell acomiadava la gent. 23 Després d'acomiadar-los va pujar tot sol a la muntanya a pregar. Al vespre encara era allà tot sol. | 45 Tot seguit, Jesús va fer pujar els seus deixebles a la barca i els manà que passessin al davant cap a l'altra riba, en direcció a Betsaida, mentre ell acomiadava la gent. 46 Després d'acomiadar-los se'n va anar a la muntanya a pregar. | 15 Jesús s'adonà que venien a emportar-se'l per fer-lo rei, i es retirà altra vegada tot sol a la muntanya.                                                                       |
| --- | 47 Al vespre, la barca es trobava al mig del llac, i Jesús era tot sol a terra. | 16 Al capvespre, els seus deixebles van baixar al llac, 17 i s'embarcaren en direcció a Cafarnaüm, a l'altra riba. Ja s'havia fet fosc i Jesús encara no s'havia reunit amb ells; |
| 24 La barca ja s'havia allunyat un bon tros de terra, i les ones la sacsejaven, perquè el vent era contrari. | 48 Veient que patien remant, perquè el vent els era contrari, | 18 a més, com que el vent bufava fort, el llac s'anava encrespant. |
| 25 A la matinada, Jesús va anar cap a ells caminant sobre l'aigua. | pels volts de la matinada va anar cap a ells caminant sobre l'aigua, com si volgués passar de llarg. | 19 Quan havien remat unes dues o tres milles, van veure que Jesús s'acostava a la barca caminant sobre l'aigua,                                                                   |
| 26 Quan els deixebles el veieren caminant sobre l'aigua, es van esglaiar i es digueren: - És un fantasma! I es posaren a cridar de por. | 49 Quan ells el veieren caminant sobre l'aigua, es van pensar que era un fantasma i es posaren a cridar; 50 tots l'havien vist i estaven esglaiats.                                                                                           | i es van esglaiar. |
| 27 Però de seguida Jesús els digué: - Coratge! Sóc jo. No tingueu por! | Però Jesús els parlà de seguida i els digué: - Coratge! Sóc jo. No tingueu por! | 20 Ell els diu: - Sóc jo, no tingueu por. |
| 28 Pere li contestà: - Senyor, si ets tu, mana'm que vingui caminant sobre l'aigua. 29 Jesús li digué: - Vine. Pere baixà de la barca, es posà a caminar sobre l'aigua i anà cap a Jesús. 30 Però en veure que el vent era fort, es va acovardir. Llavors començà d'enfonsar-se i cridà: - Senyor, salva'm! 31 A l'instant, Jesús estengué la mà i va agafar-lo tot dient-li: - Home de poca fe! Per què has dubtat? | --- | --- |
| 32 Llavors pujaren a la barca, i el vent va parar. | 51 Llavors pujà a la barca amb ells, i el vent va parar. Ells quedaren completament desconcertats, | 21Volien fer-lo pujar a la barca, però tot seguit la barca tocà terra al lloc on anaven.                                                                                          |
| 33 Els qui eren a la barca es prosternaren davant d'ell i exclamaren: - Realment ets Fill de Déu. 34 Quan hagueren fet la travessia del llac, Jesús i els seus deixebles van tocar terra a Genesaret. | 52 ja què no havien entès allò dels pans i tenien la ment torbada. 53 Quan hagueren fet la travessia del llac, Jesús i els seus deixebles tocaren terra a Genesaret i van fondejar.                                                           | --- |

## Galeria d'art

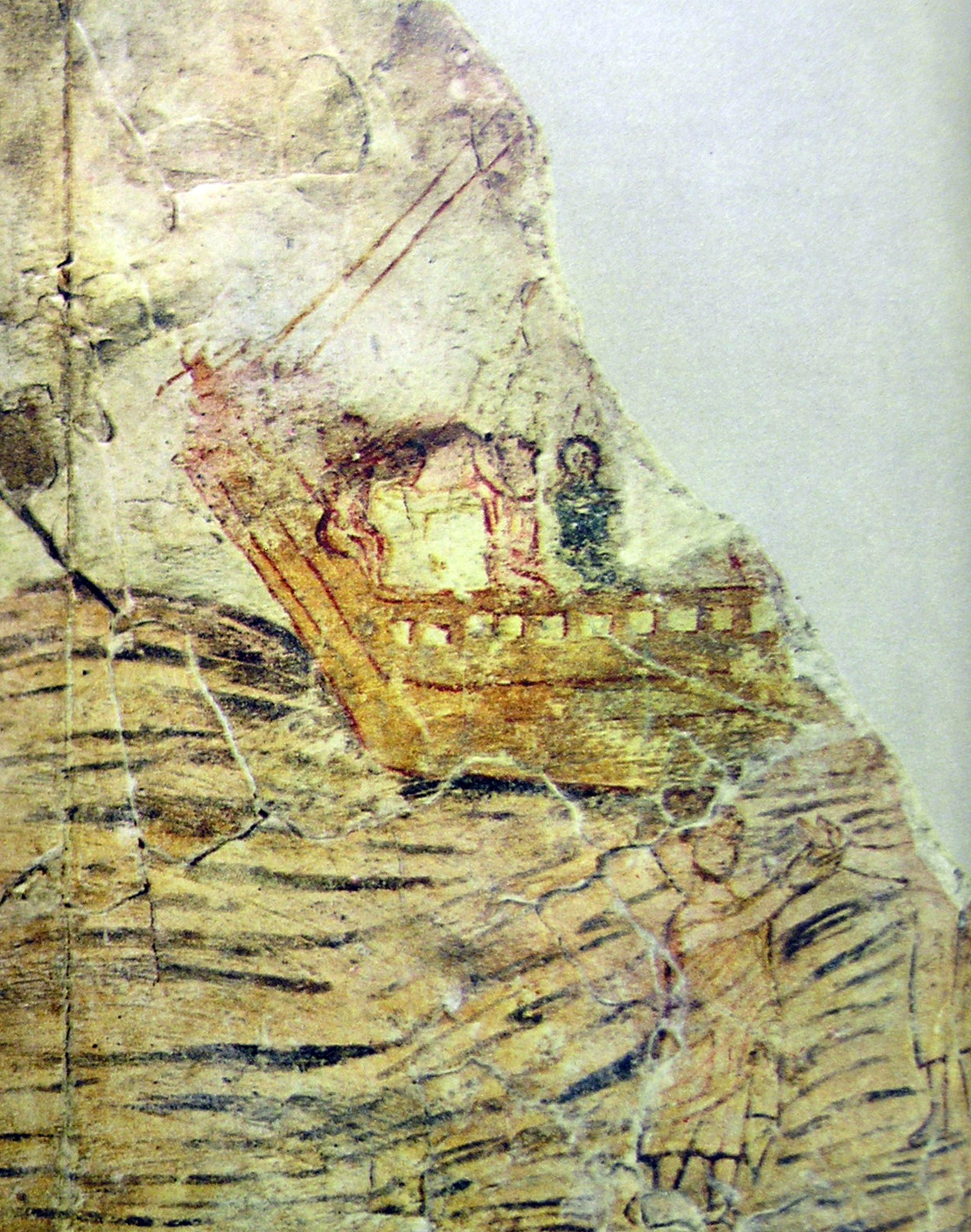
Dura Europos, segles III-IV
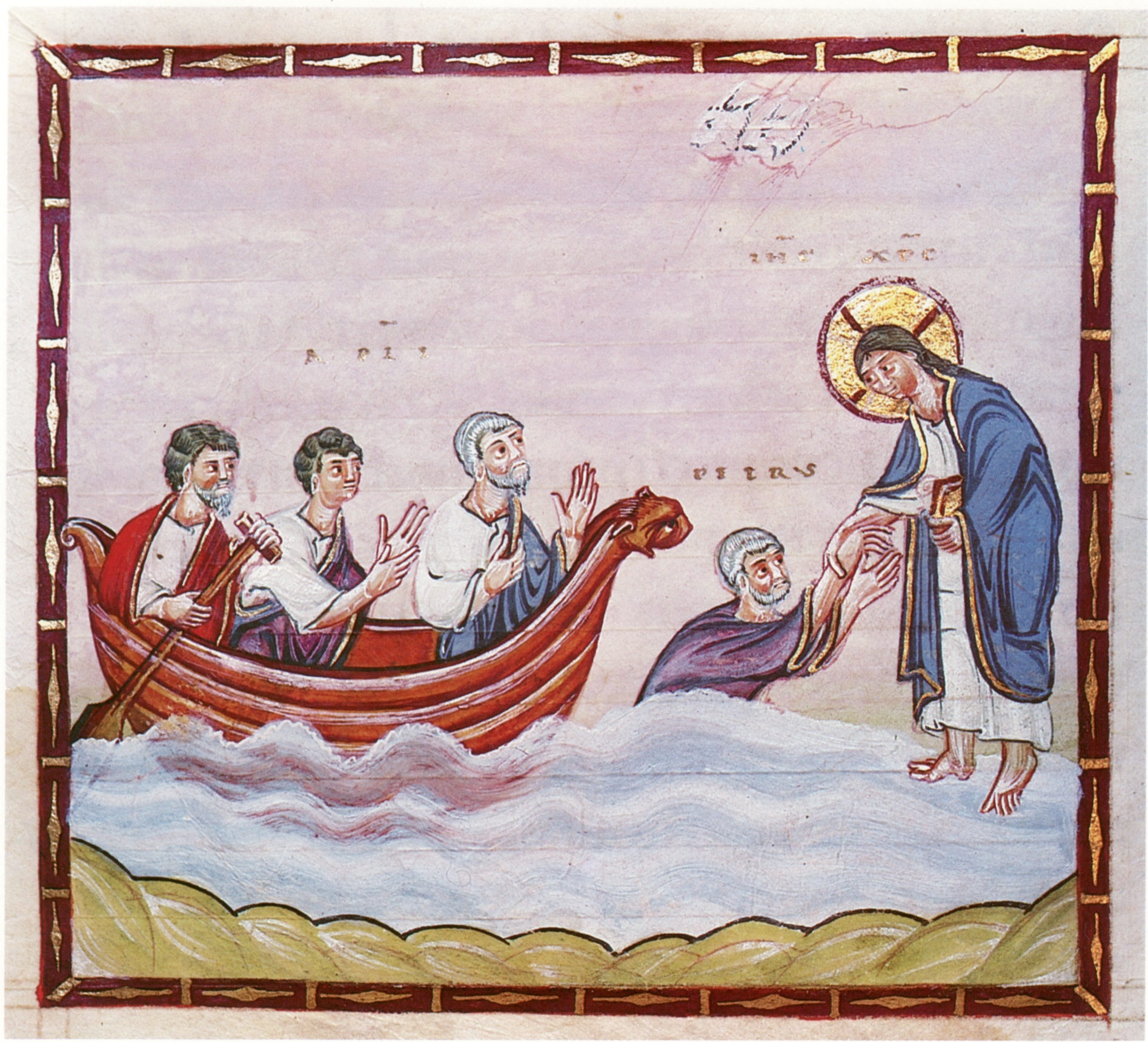
Codex Egberti, segle X
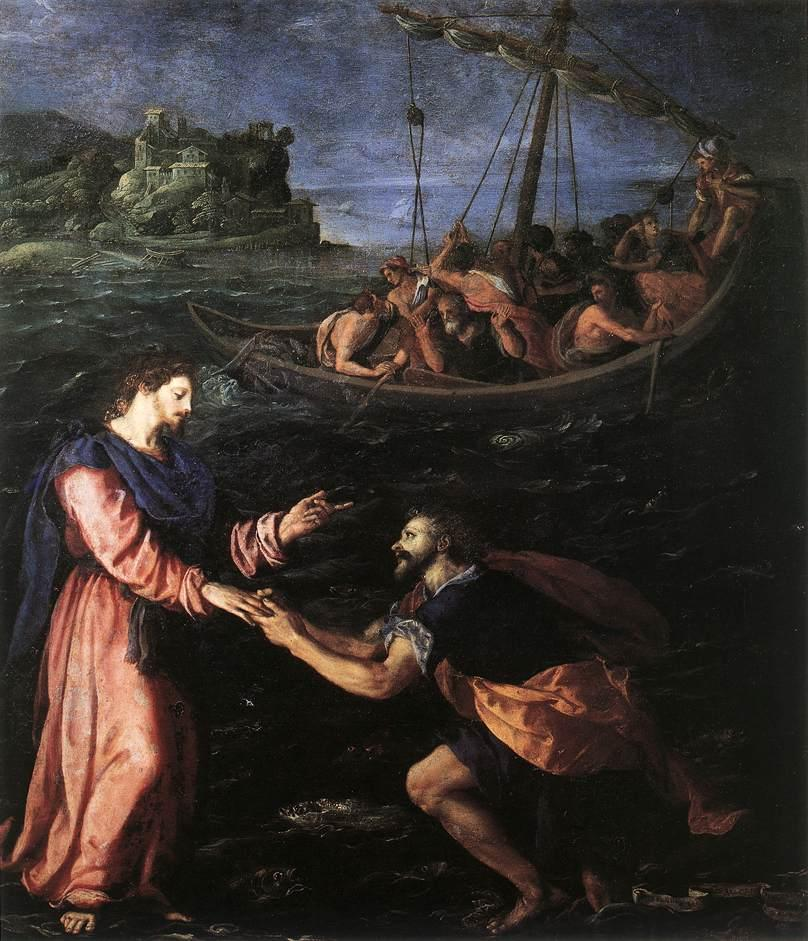
Alessandro Allori, c. 1595
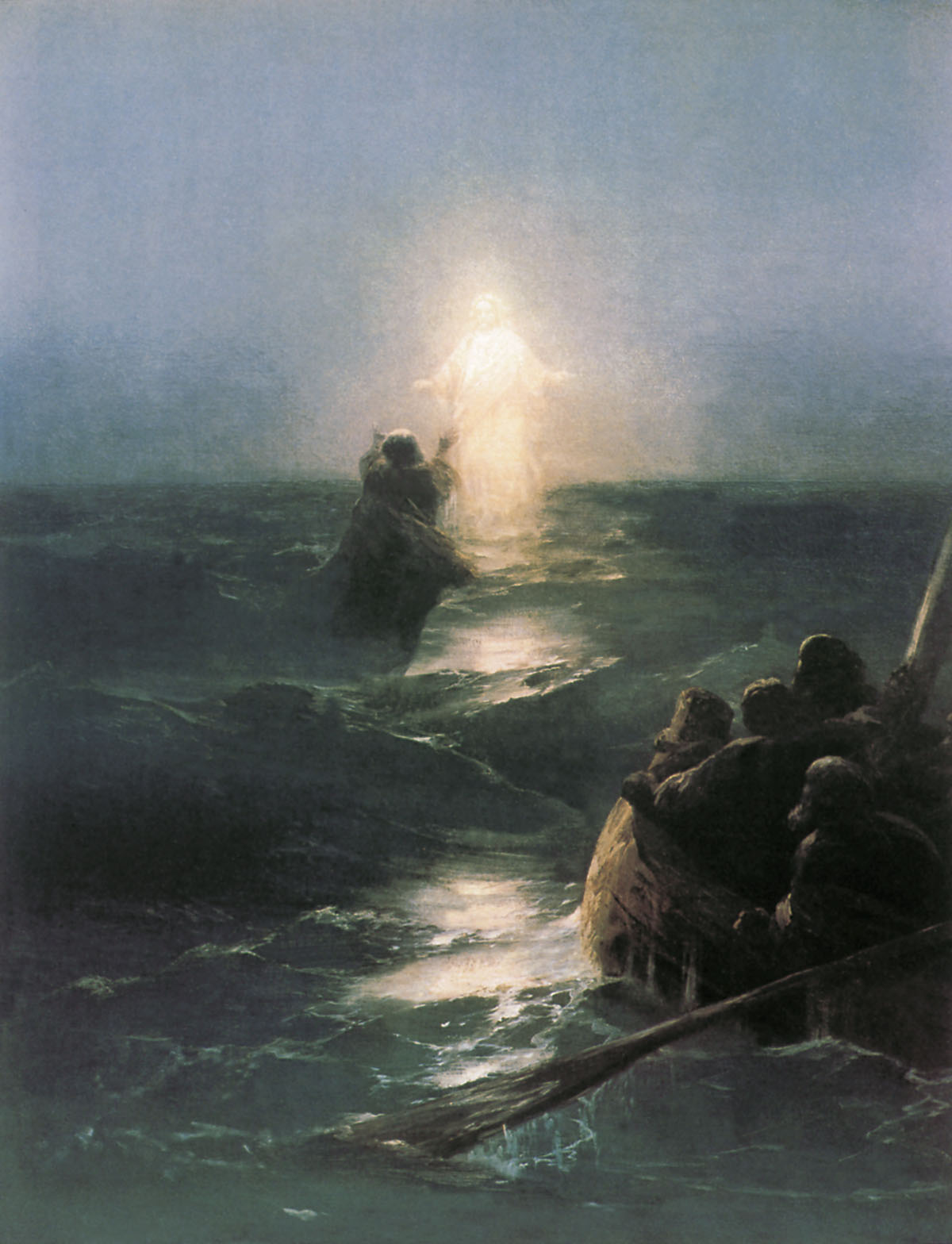
Jesús camina sobre l'aigua, d'Ivan Aivazovsky (1888)